# Jakob Kaiser (Reformator)

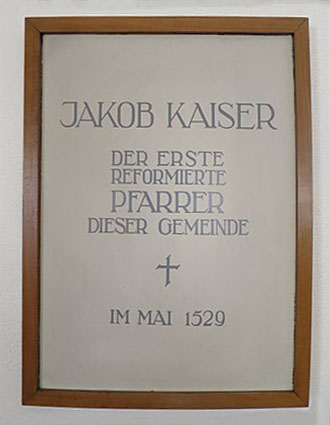
Gedenktafel in der Kirche Schwerzenbach, wohl 1. H. 20. Jhdt.

Jakob Kaiser (* um 1485; † 29. Mai 1529 in Schwyz) war ein Zürcher Landpfarrer und Reformator.

## Leben
Um 1505 studierte Kaiser an der Universität Krakau. Später wirkte er zunächst als Leutpriester auf der Ufenau, dann als Landpfarrer in verschiedenen Gemeinden: ab 1522 in Schwerzenbach und ab 1528 auf dem Hof Oberkirch bei Kaltbrunn. Als einer der 60 offiziellen Gesandten Zürichs nahm er 1528 an der Berner Disputation teil. Am 22. Mai 1529 wurde er auf Geheiss von Schwyz in Eschenbach festgenommen und eine Woche später in Schwyz als Ketzer verbrannt. Die Hinrichtung wurde von den reformierten Orten scharf kritisiert und verschärfte das Verhältnis zwischen den neu- und altgläubigen Orten in der Eidgenossenschaft. Die Hinrichtung Kaisers gilt daher als ein Auslöser des Ersten Kappelerkriegs.

## Gedenken
In der Erinnerungskultur der reformierten Kirche, besonders Zürichs, wird Kaisers als eines der ersten Märtyrer der Reformation gedacht. In der Kirche Schwerzenbach, in deren Vorgängerbau Kaiser wirkte, ist eine Gedenkplatte mit der Jahreszahl 1529 angebracht. Am Südportal des Grossmünsters in Zürich zeigt ein Bronzerelief Kaisers Hinrichtung.